# Поверхностный монтаж

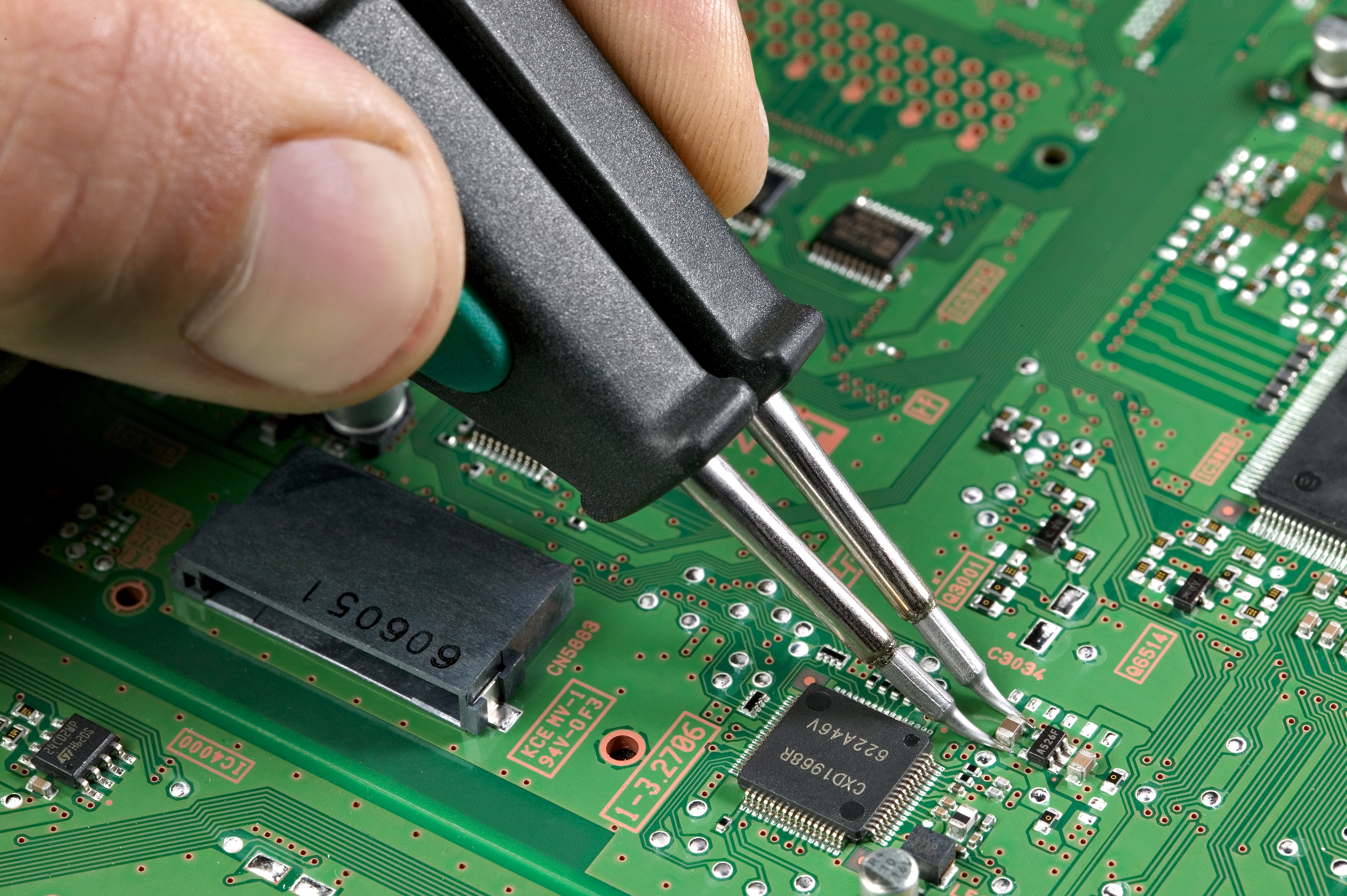
Пайка конденсатора типоразмера 0805 с помощью паяльника-пинцета

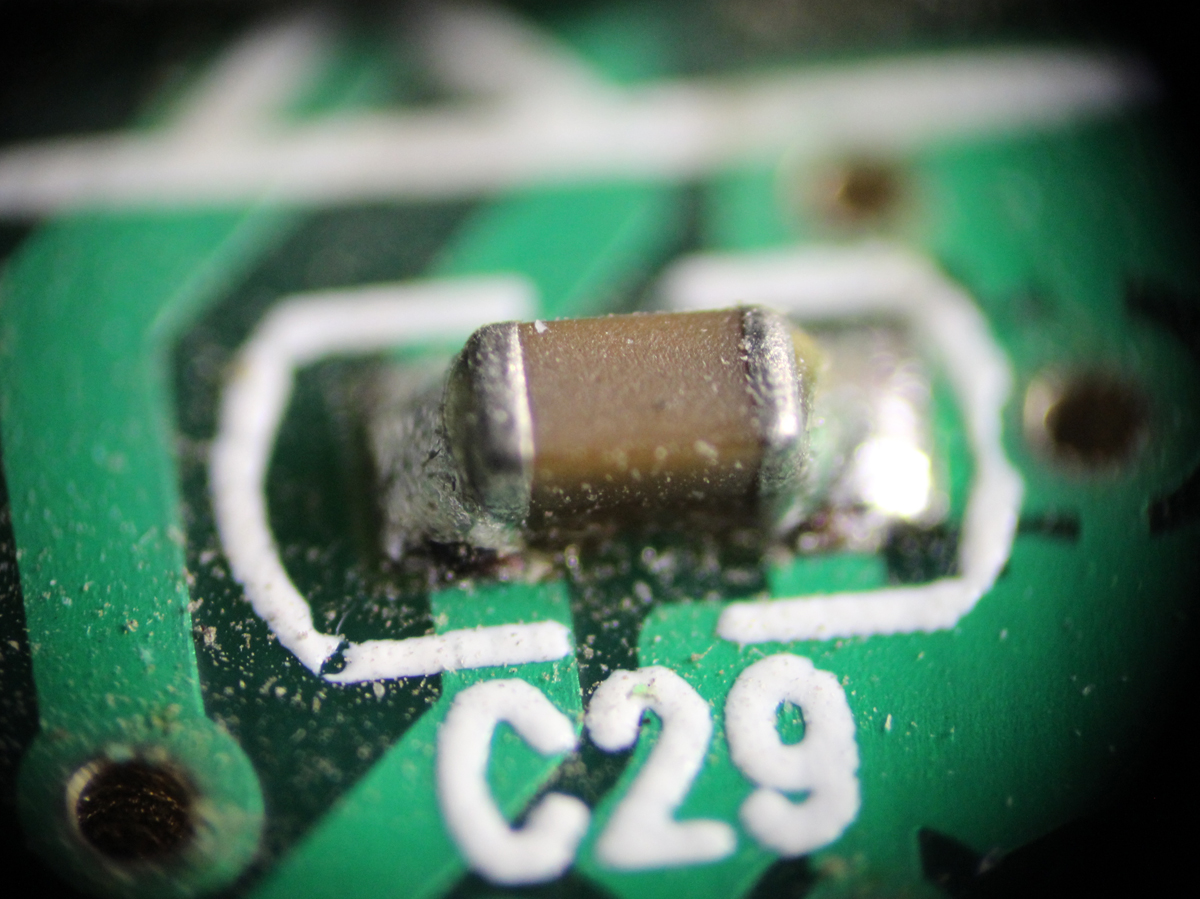
Конденсатор поверхностного монтажа на плате, макрофотография

Поверхностный монтаж (SMD монтаж) —  это технология изготовления электронных изделий на печатных платах, а также связанные с данной технологией методы конструирования печатных узлов.
Технологию поверхностного монтажа печатных плат также называют ТМП (технология монтажа на поверхность), SMT (англ. surface-mount technology) и SMD-технология (от англ. surface-mount device — прибор, монтируемый на поверхность), а компоненты для поверхностного монтажа также называют «чип-компонентами». ТМП является наиболее распространённым на сегодняшний день методом конструирования и сборки электронных узлов на печатных платах. Основным отличием ТМП от «традиционной» технологии — сквозного монтажа в отверстия — является то, что компоненты монтируются на поверхность печатной платы только со стороны токопроводящих дорожек и для этого не требуются отверстия. Сквозной монтаж и ТМП могут комбинированно использоваться на одной печатной плате. Преимущества ТМП проявляются благодаря комплексу особенностей элементной базы, методов конструирования и технологических приёмов изготовления печатных узлов.

## Технология
Электронные компоненты, используемые для поверхностного монтажа, называют SMD-компонентами или КМП (от компонент, монтируемый на поверхность).
Технологический процесс;
Типовая последовательность операций в ТМП включает:
- изготовление печатной платы;
- нанесение паяльной пасты на контактные площадки платы:
  - дозирование пасты из специального шприца вручную или на станке в единичном и мелкосерийном производстве;
  - трафаретная печать в серийном и массовом производстве;
- установка компонентов на плату;
- групповая пайка методом оплавления пасты в печи (преимущественно методом конвекции, а также инфракрасным нагревом или нагревом в паровой фазе[2]);
- очистка (мойка) платы (выполняется или нет в зависимости от активности флюса) и нанесение защитных покрытий.

В единичном производстве, при ремонте изделий и при монтаже компонентов, требующих особой точности, как правило, в мелкосерийном производстве также применяется индивидуальная пайка струёй нагретого воздуха или азота.
Во время пайки важно обеспечить правильное изменение температуры во времени (термопрофиль), чтобы:
- избежать термоударов;
- обеспечить хорошую активацию флюса;
- обеспечить хорошее смачивание поверхностей припоем.

Разработка термопрофиля (термопрофилирование) в настоящее время приобретает особую важность в связи с распространением бессвинцовой технологии. При бессвинцовой технологии «окно» процесса (разница между минимальной необходимой и максимально допустимой температурой термопрофиля) значительно у́же из-за повышенной температуры плавления припоя.
Материалы
Одним из важнейших технологических материалов, применяемых при поверхностном монтаже, является паяльная паста (также иногда называемая «припойной пастой»). Паяльная паста представляет собой смесь порошкообразного припоя с органическими наполнителями, включающими флюс. Назначение паяльной пасты:
- выполнение роли флюса (паста содержит флюс):
  - удаление оксидов с поверхности под пайку;
  - снижение поверхностного натяжения для лучшей смачиваемости поверхностей припоем;
  - улучшение растекания жидкого припоя;
  - защита поверхностей от действия окружающей среды;
- обеспечения образования соединения между контактными площадками платы и электронными компонентами (паста содержит припой);
- фиксирование компонентов на плате (за счёт клеящих свойств пасты).

## История

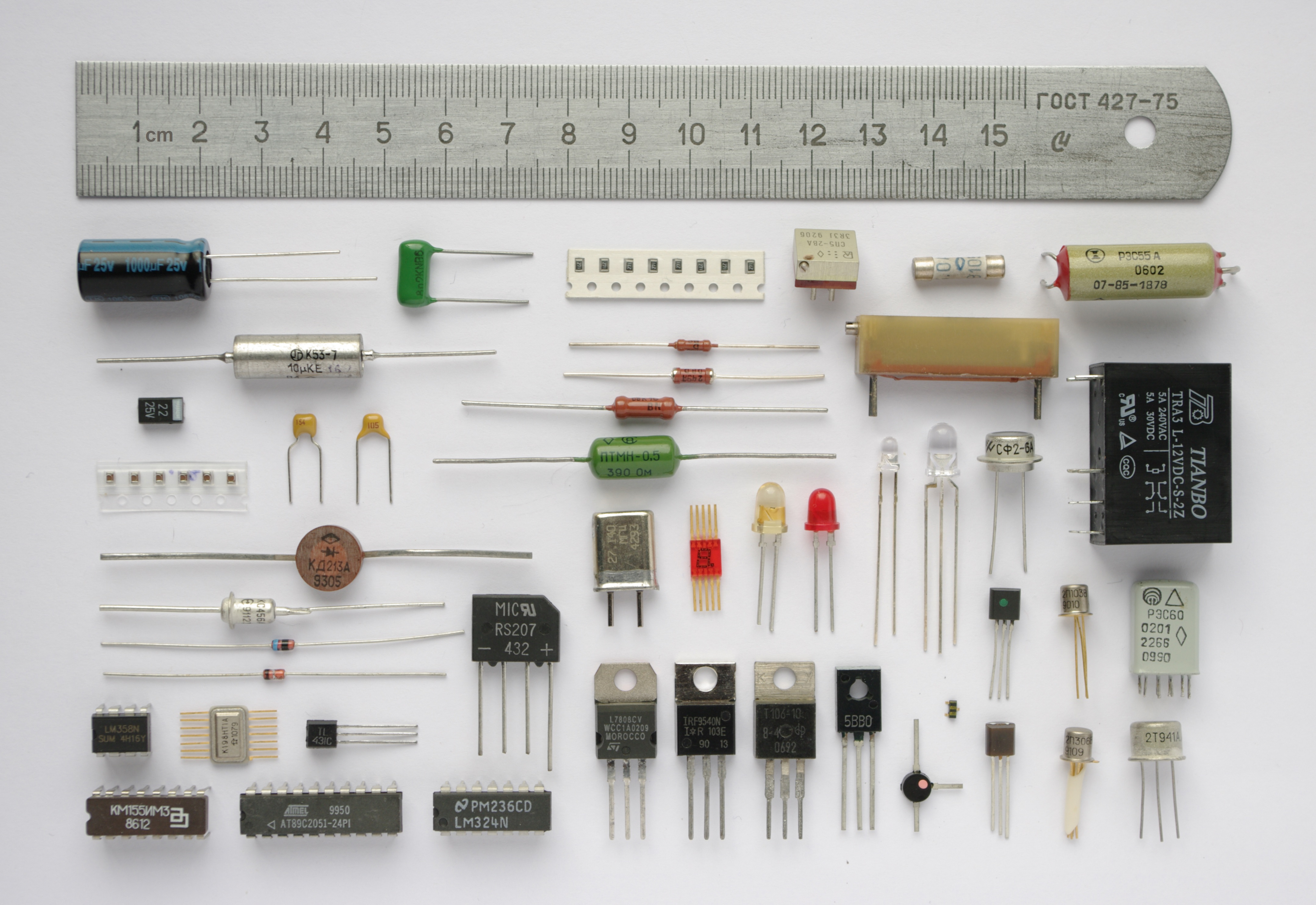
Различные электронные компоненты, большинство из них «традиционные» THT, несколько SMD

Технология поверхностного монтажа начала своё развитие в 1960-х годах, и получила широкое применение к концу 1980-х годов. Одним из первопроходцев в этой технологии была компания IBM. Электронные компоненты были изменены таким образом, чтобы уменьшить контактные площадки или выводы, которые паялись теперь непосредственно к поверхности печатной платы.
С развитием автоматизации, поверхностный монтаж (наряду со смешанным) стал доминировать (с 2000-х) в производстве электронной техники.

## Преимущества поверхностного монтажа
С точки зрения технологии, у поверхностного монтажа следующие достоинства перед сквозным:
- отсутствие либо очень малая длина выводов у компонентов: нет необходимости в их обрезке после монтажа;
- меньшие габариты и масса компонентов;
- нет необходимости прогрева припоя внутри металлизированного отверстия;
- нет необходимости в сверлении отверстий в плате для каждого компонента;
- можно использовать для монтажа обе стороны платы;
- более простая и легко поддающаяся автоматизации процедура монтажа: нанесение паяльной пасты, установка компонента на плату и групповая пайка являются разнесёнными во времени технологическими операциями;
- можно использовать печатные платы с металлическим основанием для рассеивания тепла от компонентов, а также электромагнитной экранизации.

Из этих достоинств также вытекают:
- высокая плотность монтажа, как за счёт меньших габаритов компонентов, так и за счёт меньшего количества отверстий в плате и меньшей площади контактных площадок;
- улучшение массо-габаритных характеристик готового изделия;
- улучшение электрических характеристик: за счёт отсутствия выводов и уменьшения длины дорожек снижаются паразитные ёмкости и индуктивности, уменьшается задержка в сигналах сверхвысокой частоты;
- снижение себестоимости готовых изделий.

## Недостатки
Недостатки поверхностного монтажа перед сквозным:
- производство требует более сложного и дорогого оборудования;
- при ручной сборке — например, единичных и малосерийных изделий, — поверхностный монтаж требует более высокой квалификации и специальных инструментов;
- высокие требования к качеству и условиям хранения технологических материалов;
- при проектировании топологии печатных плат необходимо учитывать не только электрические, но и тепловые, а иногда и механические характеристики элементов. Это связано с высокой плотностью монтажа, а также с тем фактом, что компоненты и печатная плата часто имеют непосредственный тепловой контакт, и при этом различные коэффициенты теплового расширения, что может привести к появлению перенапряжений, короблению и отрыву элементов;
- при групповой пайке требуется обеспечивать очень точное соблюдение температуры и времени нагрева, во избежание перегрева компонентов либо появления непропаянных участков. Качество групповой пайки ещё зависит и от топологии печатной платы, что также нужно учитывать при её проектировании.

## Размеры и типы корпусов

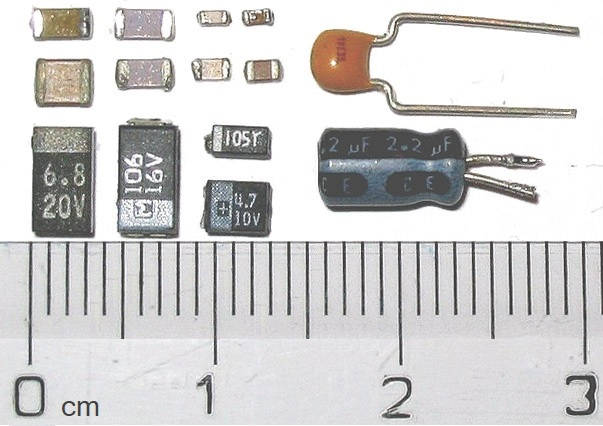
SMD-конденсаторы (слева) по сравнению с двумя выводными конденсаторами (справа)

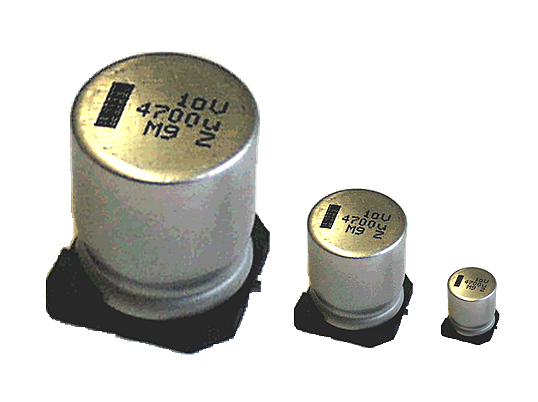
Электролитические SMD-конденсаторы

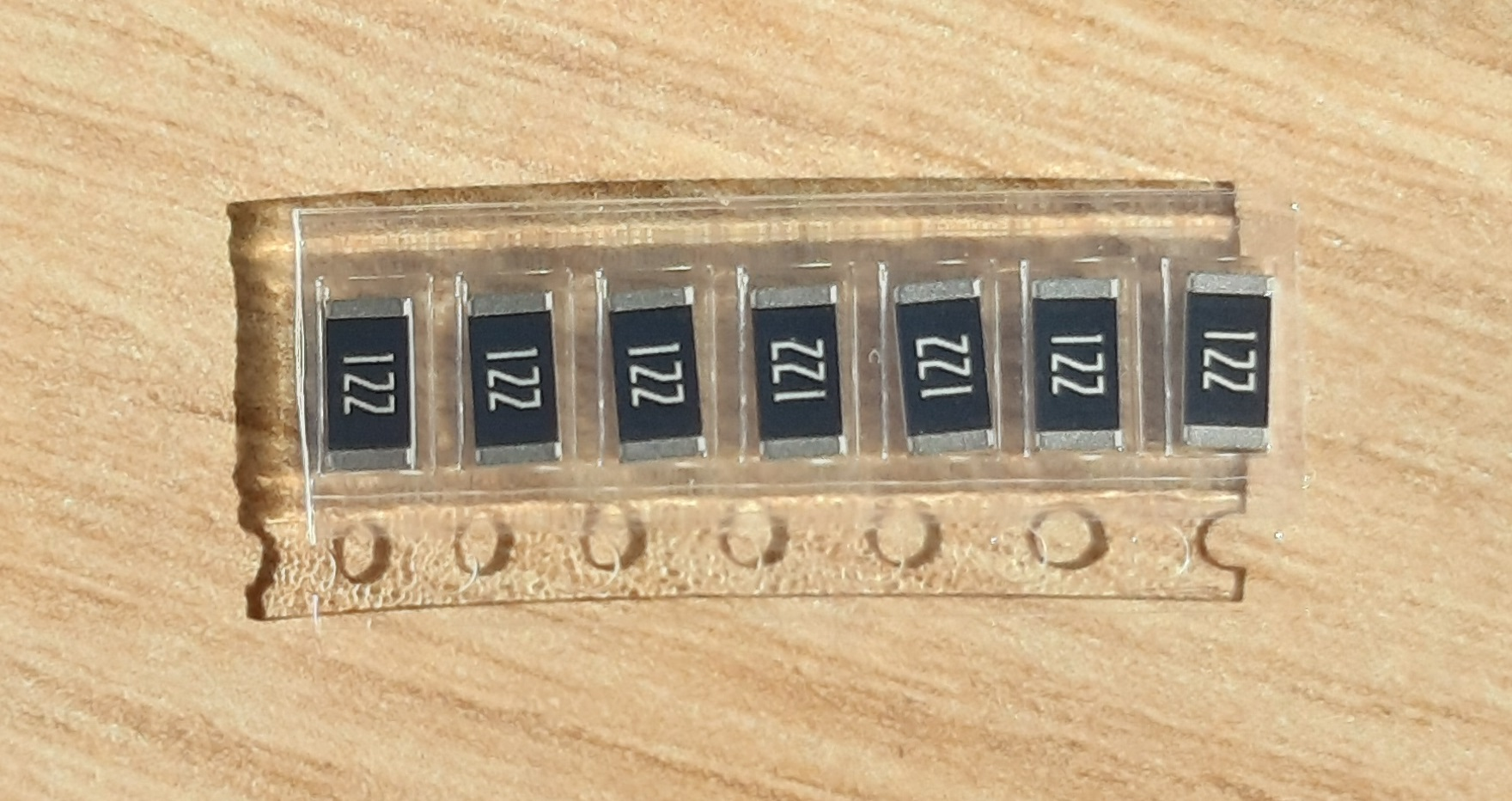
SMD-резисторы в оригинальной упаковке — эта упаковка позволяет использовать их в монтажном станке

Электронные компоненты для поверхностного монтажа (SMD компоненты) выпускаются различных размеров и в разных типах корпусов:
- двуконтактные:
  - прямоугольные пассивные компоненты (резисторы и конденсаторы):
    - 0,4 × 0,2 мм (дюймовый типоразмер — 01005[5]);
    - 0,6 × 0,3 мм (0201);
    - 1,0 × 0,5 мм (0402);
    - 1,6 × 0,8 мм (0603);
    - 2,0 × 1,25 мм (0805);
    - 3,2 × 1,6 мм (1206);
    - 3,2 × 2,5 мм (1210);
    - 4,5 × 3,2 мм (1812);
    - 4,5 × 6,4 мм (1825);
    - 5,6 × 5,0 мм (2220);
    - 5,6 × 6,3 мм (2225);

  - цилиндрические пассивные компоненты (резисторы и диоды) в корпусе MELF[англ.][6]:
    - Melf (MMB) 0207, L = 5.8 мм, Ø = 2.2 мм, 1.0 Вт, 500 В;
    - MiniMelf (MMA) 0204, L = 3.6 мм, Ø = 1.4 мм, 0.25 Вт, 200 В;
    - MicroMelf (MMU) 0102, L = 2.2 мм, Ø = 1.1 мм, 0.2 Вт, 100 В;

  - танталовые конденсаторы:
    - тип A (EIA 3216-18) — 3,2 × 1,6 × 1,6 мм;
    - тип B (EIA 3528-21) — 3,5 × 2,8 × 1,9 мм;
    - тип C (EIA 6032-28) — 6,0 × 3,2 × 2,2 мм;
    - тип D (EIA 7343-31) — 7,3 × 4,3 × 2,4 мм;
    - тип E (EIA 7343-43) — 7,3 × 4,3 × 4,1 мм;

  - диоды (англ. small outline diode, сокр. SOD):
    - SOD-323 — 1,7 × 1,25 × 0,95 мм;
    - SOD-123 — 2,68 × 1,17 × 1,60 мм;
- трёхконтактные:
  - транзисторы с тремя короткими выводами (SOT):
    - SOT-23 — 3 × 1,75 × 1,3 мм;
    - SOT-223 — 6,7 × 3,7 × 1,8 мм (без выводов);

  - DPAK (TO-252) — корпус (трёх- или пятиконтактные варианты), разработанный компанией Motorola для полупроводниковых устройств с большим выделением тепла;
  - D2PAK (TO-263) — корпус (трёх-, пяти-, шести-, семи- или восьмивыводные варианты), аналогичный DPAK, но больший по размеру (как правило габариты корпуса соответствуют габаритам TO220);
  - D3PAK (TO-268) — корпус, аналогичный D2PAK, но ещё больший по размеру;
- с четырьмя выводами и более:
  - выводы в две линии по бокам:
    - ИС с выводами малой длины (англ. small-outline integrated circuit, сокращённо SOIC), расстояние между выводами 1,27 мм;
    - TSOP (англ. thin small-outline package) — тонкий SOIC (тоньше SOIC по высоте), расстояние между выводами 0,5 мм;
    - SSOP — усаженный SOIC, расстояние между выводами 0,65 мм;
    - TSSOP — тонкий усаженный SOIC, расстояние между выводами 0,65 мм;
    - QSOP — SOIC четвертного размера, расстояние между выводами 0,635 мм;
    - VSOP — QSOP ещё меньшего размера, расстояние между выводами 0,4; 0,5 или 0,65 мм;

  - выводы в четыре линии по бокам:
    - PLCC, CLCC — ИС в пластиковом или керамическом корпусе с выводами, загнутыми под корпус с виде буквы J на расстоянии 1,27 мм);
    - QFP (англ. quad flat package — квадратный плоский корпус) — квадратные плоские корпусы ИС разных размеров;
    - LQFP — низкопрофильный QFP (1,4 мм в высоту, разные размеры);
    - PQFP — пластиковый QFP, 44 или более вывода;
    - CQFP — керамический QFP, сходный с PQFP;
    - TQFP — тоньше QFP;
    - PQFN — силовой QFP, нет выводов, площадка для радиатора;

  - массив выводов:
    - BGA (англ. ball grid array) — массив шариков с квадратным или прямоугольным расположением выводов, обычно на расстоянии 1,27 мм;
    - LFBGA — низкопрофильный FBGA, квадратный или прямоугольный, шарики припоя на расстоянии 0,8 мм;
    - CGA — корпус с входными и выходными выводами из тугоплавкого припоя;
    - CCGA — керамический CGA;
    - μBGA (микро-BGA) — массив шариков с расстоянием между шариками менее 1 мм;
    - FCBGA (англ. flip-chip ball grid array) — массив шариков на подложке, к которой припаян сам кристалл с теплораспределителем, в отличие от PBGA (массив шариков, микросхема в пластиковом корпусе) с кристаллом внутри пластмассового корпуса микросхемы;
    - LLP — безвыводный корпус.